# Robert Alda
Robert Alda, geboren als Alphonso Giuseppe Giovanni Roberto D'Abruzzo (26 februari 1914 - 3 mei 1986) was een Amerikaanse acteur, zanger en danser van Italiaanse afkomst.

## Levensloop en carrière
Alda begon zijn filmcarrière in 1945 met een hoofdrol: in de biopic Rhapsody in Blue (Irving Rapper) gaf hij gestalte aan componist en pianist George Gershwin aan de zijde van Joan Leslie. 
In zijn filmografie zijn de volgende films vermeldenswaardig:
- in 1946 speelde hij een hoofdrol in de spionagethriller Cloak and Dagger (Fritz Lang) naast Gary Cooper.
- In 1947 verscheen hij in de film noir The Man I Love (Raoul Walsh) naast Ida Lupino.
- Hij speelde in 1950 een hoofdrol in Tarzan and the Slave Girl naast Lex Barker (Tarzan) en Vanessa Brown (Jane).
- In 1959 was hij te zien in het melodrama Imitation of Life, de laatste film van Douglas Sirk.

Hij sloot zijn carrière in 1979 af in de avontuurlijke sciencefiction televisieserie Supertrain.
Alda overleed in 1986 op 72-jarige leeftijd. Hij is begraven op het Forest Lawn Memorial Park (Glendale). Acteur Alan Alda is een van zijn kinderen.
- Bibsys: 14013262
- Biblioteca Nacional de España: XX1066137
- Bibliothèque nationale de France: cb140060396 (data)
- Gemeinsame Normdatei: 132904225
- International Standard Name Identifier: 0000 0000 8393 0502
- Library of Congress Control Number: n80015602
- MusicBrainz: 78b6b2ce-7d6f-4419-94ab-9ea5b32c8b47
- Nationale Bibliotheek van Israël: 987007314992205171
- SNAC: w69899n1
- Système universitaire de documentation: 155755528
- Virtual International Authority File: 71589410
- WorldCat: E39PBJhxfFVyHHP4F4pVrT46rq